# Histoire des femmes au Sénégal

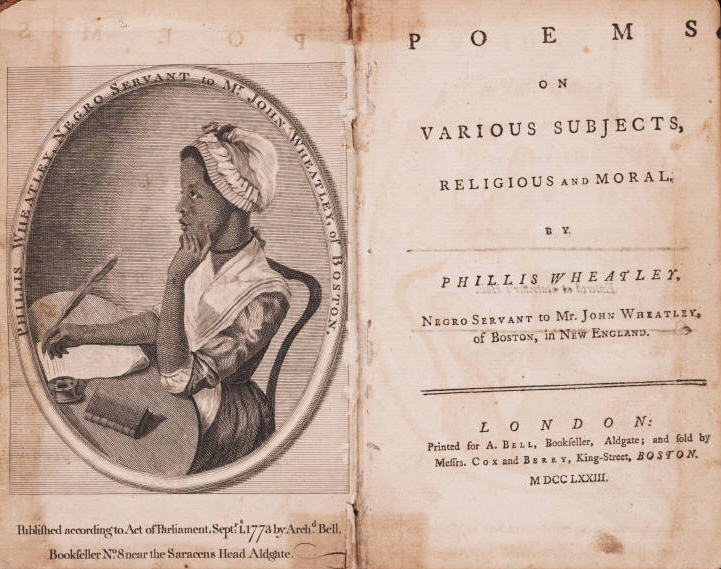
La poétesse Phillis Wheatley, née au Sénégal et vendue comme esclave à Boston en 1761.

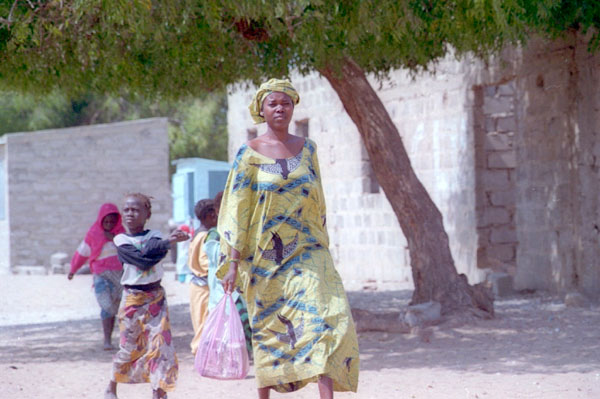
Femme sénégalaise et enfants.

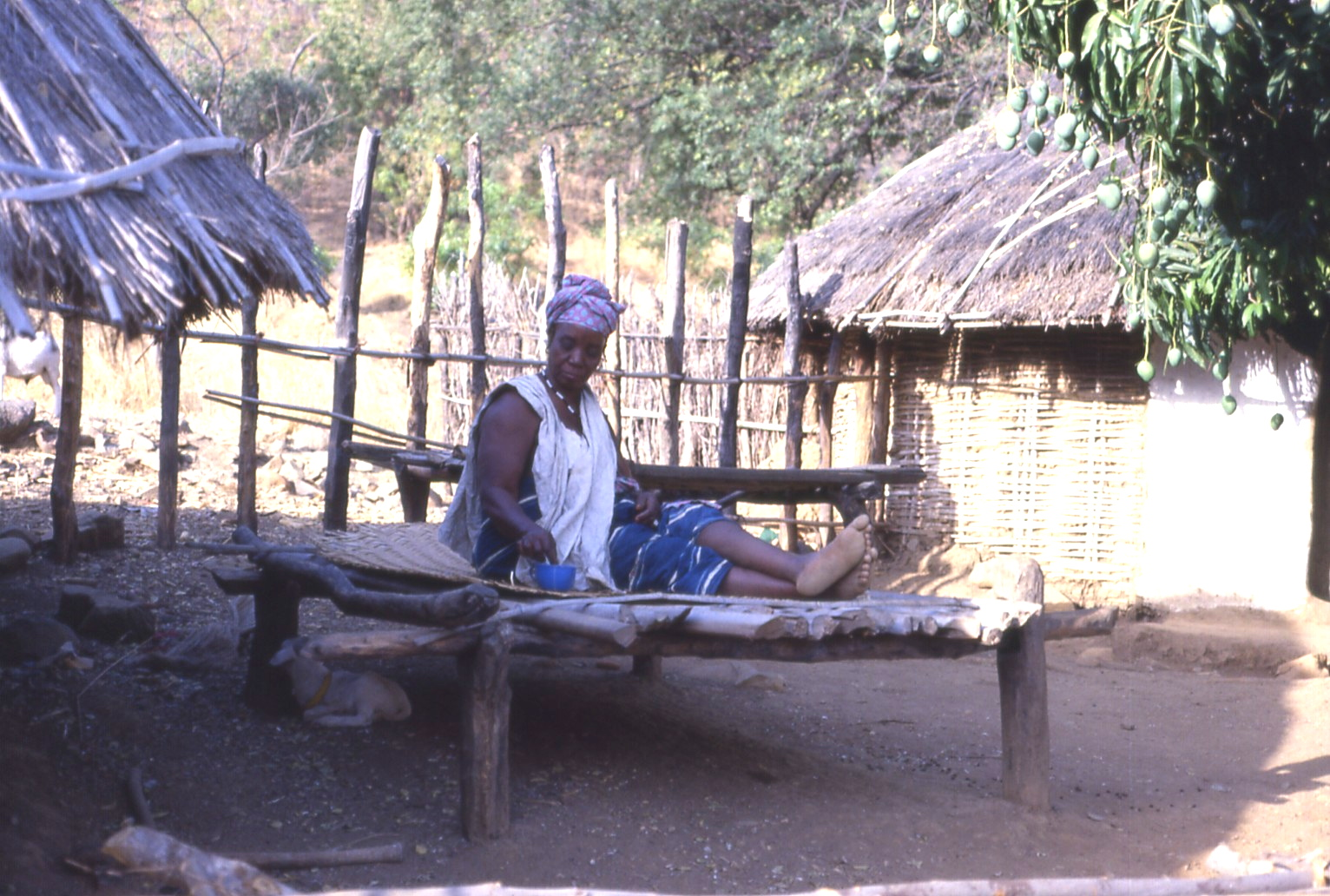
Matriarche à Ibel.

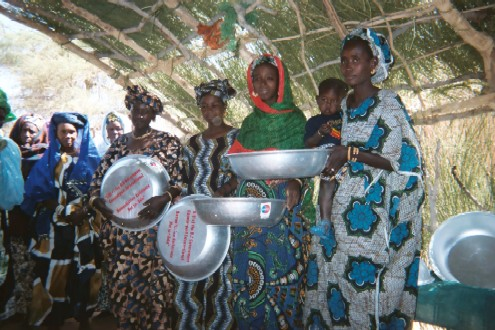
Cuisine sénégalaise.

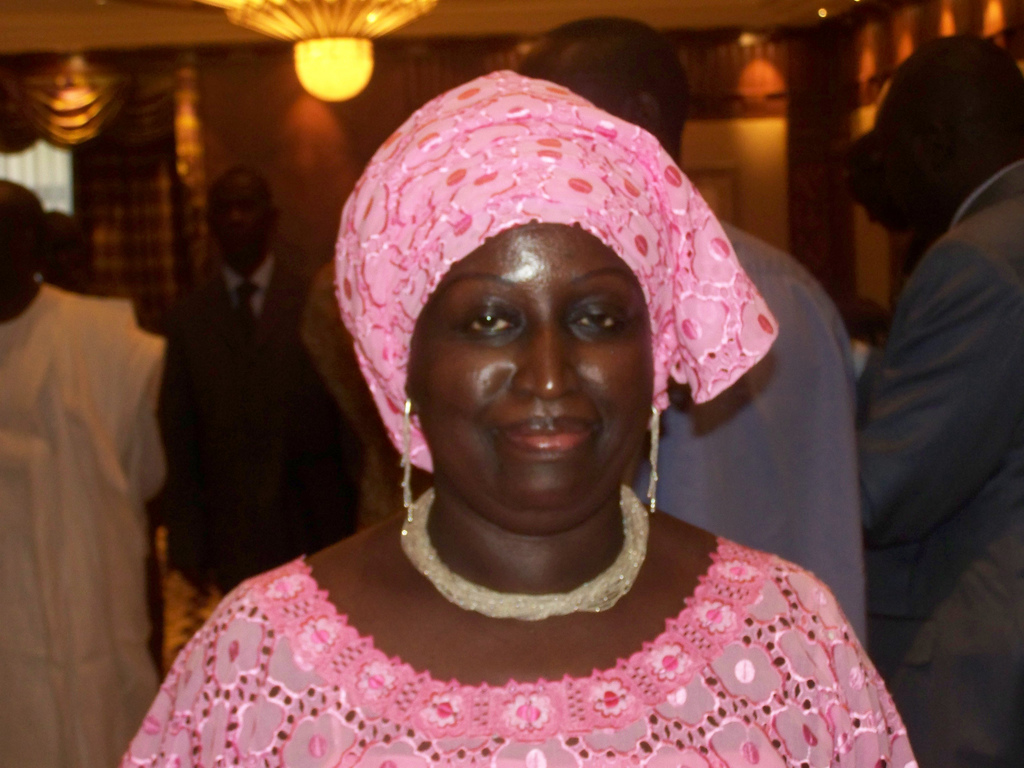
Penda Mbow, historienne et militante.

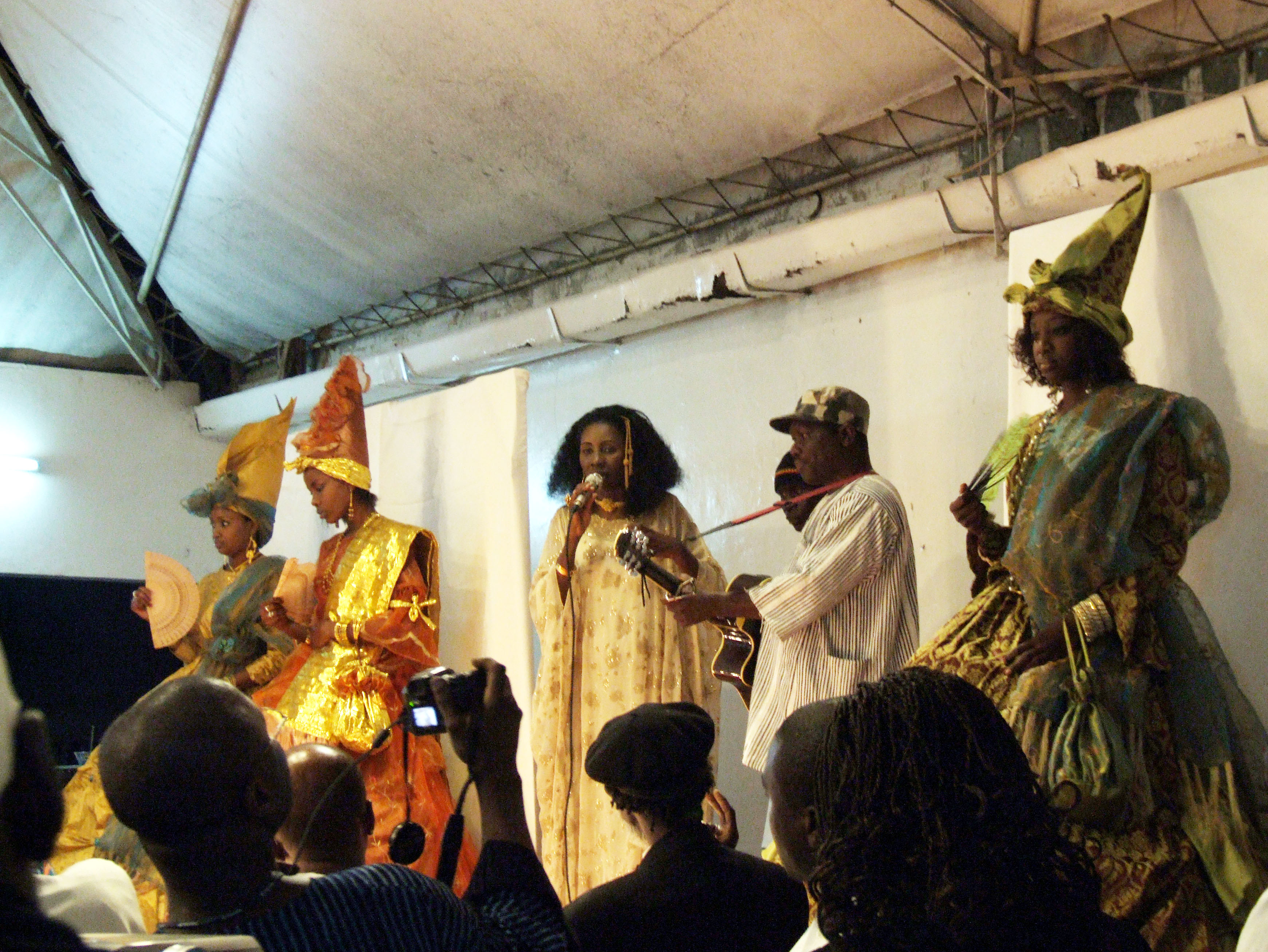
La styliste Oumou Sy à Dakar en 2007.

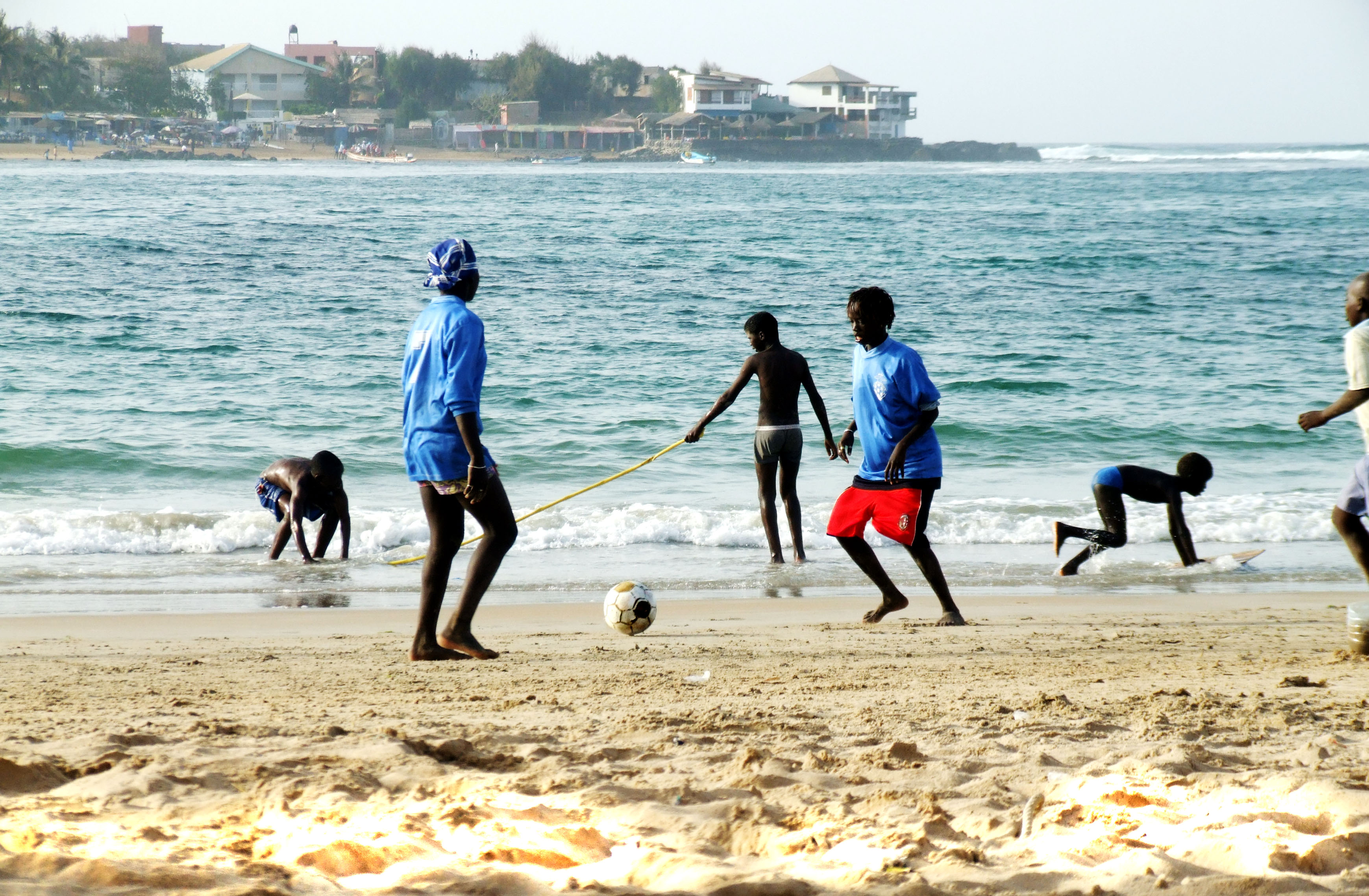
Footballeuses sur la plage de Ngor.

L’histoire des femmes au Sénégal est généralement décrite comme étant marquée par le poids des traditions et des religions.
Les femmes sont présentes depuis longtemps dans l'espace public, déjà dans les années 1800 pendant la période coloniale, la Reine Ndaté Yalla à joué un rôle aussi important que celui d’un chef d’État. Au Sénégal, les femmes ont un statut social traditionnel, façonné par les coutumes et les religions locales. Leur taux d'analphabétisme est élevé et elles représentent moins de 10 % de la main-d'œuvre formelle. Les mutilations génitales féminines sont une pratique persistante dans certaines zones rurales, bien qu'elles aient été interdites par la constitution de 2001.
Les droits juridiques des femmes restent faibles en raison des mariages polygynes et de la loi islamique concernant la propriété.
Néanmoins, de nouvelles lois en faveur de l'émancipation de femmes portent celles-ci à des responsabilités politiques et à accéder aux postes de pouvoirs et à se révéler dans le milieu culturel, économique  et social. Il y a des femmes agricultrices, chefs d’entreprise, médecin. En 2016, un tiers des ministres et 47 % des députés sont des femmes,

## Histoire
Selon la division traditionnelle du travail au Sénégal, les femmes sont chargées des tâches ménagères telles que la cuisine, le nettoyage et la garde des enfants. Elles sont également chargées d'une grande partie des travaux agricoles, y compris le désherbage et la récolte, pour des cultures communes comme le riz. Les femmes de la noblesse étaient autrefois influentes sur la scène politique. Cela s'explique en partie par le fait que le matrilignage était le moyen pour un prince de devenir roi (en particulier dans les royaumes wolofs). Yacine Boubou, Ndate Yalla et sa sœur Njembeut Mbodji sont des inspiratrices pour les femmes sénégalaises contemporaines.
Au cours des dernières décennies, les changements économiques et l'urbanisation ont conduit de nombreux jeunes hommes à migrer vers les villes, comme Dakar, de ce fait les femmes rurales sont de plus en plus impliquées dans la gestion des ressources forestières des villages et dans l'exploitation des moulins à mil et à riz. L'agence gouvernementale de développement rural vise à organiser les femmes des villages et à les impliquer davantage dans le processus de développement. Les femmes jouent un rôle dans les comités de santé des villages et dans les programmes prénataux et postnataux. Dans les zones urbaines, malgré le statut des femmes dans l'Islam, le changement culturel leur a permis d'entrer sur le marché du travail en tant qu'employées de bureau et de commerce, employées de maison et ouvrières non qualifiées dans les usines textiles et les conserveries de thon.[réf. nécessaire]
Les organisations non gouvernementales sont également actives dans la promotion des opportunités économiques des femmes. Les microcrédits accordés aux entreprises féminines ont amélioré la situation économique de nombreuses femmes.
Au Sénégal, les femmes sont confrontées à des disparités dans leur statut social. Leur taux d'analphabétisme est élevé. Elles représentent moins de 10 % de la main-d'œuvre formelle. Les mutilations génitales féminines sont une pratique persistante dans certaines zones rurales, bien qu'elles aient été interdites par la constitution de 2001.
Néanmoins des personnalités émergent comme entre-autres Annette Mbaye d’Erneville, femme de lettres, journaliste et femme de radio  pionnière des médias au Sénégal ;  Fatou Sow,sociologue sénégalaise féministe et chercheuse sur les questions de genre notamment en Afrique 
et Bineta Diop, fondatrice et présidente de l’association Femmes Africa Solidarité (en) classée en 2011 par le magazine Time parmi les 100 personnalités les plus influentes au monde.

## Polygamie
La polygamie existait au Sénégal avant l'arrivée de l'islam mais c'est cette religion qui la codifie et l'inscrit dans une organisation sociale. La sociologue Fatou Sow explique : « Il fallait des bras pour cultiver la terre et remplir son grenier. L’homme se devait d’être équitable et respectueux envers ses épouses. Chacune avait un statut spécial ».
Dans les années 1960- 1970, la première génération de Sénégalaises instruites combat pour l'abolition de la polygamie. En 1972, le président Léopold Sédar Senghor, marié à une Française, fait inscrire la monogamie comme option dans le Code de la famille. Ce code établit que lors du premier mariage et en accord avec sa future épouse, l'homme doit confirmer devant le maire s'ils formeront un couple monogame ou si d'autres épouses pourront les rejoindre.
En 2013, 35,2 % des ménages sénégalais se déclarent polygames, contre 38,1 % en 2002. Si la pratique diminue au niveau national, elle est revendiquée par une nouvelle génération, notamment intellectuelle (a contrario de l'idée reçue qu'elle serait réservée aux milieux ruraux). La polygamie reste source de souffrance pour de nombreuses de Sénégalaises et leurs enfants car le mari peut jouer sur les rivalités entre épouses. À ce titre, Fatou Sow note : « Faute de travail, les jeunes hommes instruits n’ont plus les moyens de fonder une famille. Les femmes de leur classe d’âge ayant fait de longues études épousent donc des hommes beaucoup plus âgés mais avec une bonne situation matérielle et, très souvent, mariés. La pression sociale autour du mariage contraint les femmes à choisir la polygamie par dépit très souvent » ; « Aujourd’hui, en milieu urbain, on assiste à une forme d’exploitation des femmes. Pour rester mariées, certaines sont prêtes à tout, quitte à inverser les rôles en étant celles qui entretiennent leur mari. Ce dernier joue sur les rivalités entre les coépouses. Ces rivalités épuisent les femmes, détournent leur énergie et les empêchent de prendre leur place dans la société ».
En général, pour les femmes dépendantes, le mariage est souvent le seul moyen d’avoir des ressources économiques. Le mari a l’obligation d'assurer les dépenses importantes du ménage, le logement, l’éducation les dépenses de santé. Un divorce ou à un veuvage est dans la plupart des cas synonyme de remariage et d'union polygame.

## Mutilations génitales féminines (MGF)
Les mutilations génitales féminines sont présentes au Sénégal. Selon une enquête réalisée en 2005, le taux de prévalence des mutilations génitales féminines s'élève à 28 % de l'ensemble des femmes sénégalaises âgées de 15 à 49 ans. Il existe des différences significatives dans la prévalence régionale. Les MGF sont les plus répandues dans le sud du Sénégal (94 % dans la région de Kolda) et dans le nord-est du Sénégal (93 % dans la région de Matam),.
Les taux de MGF sont plus faibles dans d'autres régions : Tambacounda (86 %), Ziguinchor (69 %) et moins de 5 % dans les régions de Diourbel et de Louga. Le Sénégal est musulman à 94 % (les MGF ne sont pas une pratique islamique). Le taux de prévalence des MGF varie selon la religion : 29 % des femmes musulmanes ont subi des MGF, 16 % des animistes et 11 % des chrétiennes,.

## Contraception
Au Sénégal, l'offre contraceptive a débuté dans les années 1960 à l'initiative des ONG promouvant le Planning familial. L’offre contraceptive débute en dehors des grandes structures publiques et c’est en 1970, dans la clinique privée du Croix Bleue, que la technologie contraceptive est proposée pour la première fois aux femmes SénégalaisesLe pays manque de moyens financiers et de contraceptifs. En 2012, 12 % des Sénégalaises prennent une contraception et 22 % en 2014, l'objectif étant d'atteindre 40 % en 2020. En comparaison, en Afrique de l’Ouest, le taux stagne à 8 et 10 %.

## Avortement
Au Sénégal, comme dans une vingtaine de pays africains, l'avortement est interdit, même en cas de mise en danger de la vie du fœtus, de viol ou d'inceste. La seule exception concerne la mise en danger de la vie de la mère mais sous certaines conditions (accords de médecins et certificat médical payant). Cette interdiction est à l'origine d'avortements clandestins, voire d'infanticides. Si les autorités sénégalaises ont ratifié le protocole de Maputo en 2004 afin de permettre des évolutions législatives sur les cas graves pré-cités, aucune loi n'avait encore été votée en 2022, notamment en raison de l'influence des courants religieux musulmans et chrétiens conservateurs.

## Femmes et politique
Les femmes sont présentes depuis longtemps dans l'espace public, déjà dans les années 1800 pendant la période coloniale, la reine Ndaté Yalla reine du Waalo aujourd'hui, région historique du Sénégal à joué un rôle aussi important que celui d’un chef d’État. Pendant son règne elle est battue avec acharnement à la fois contre les Européens et les Maures.
Aline Sitoé Diatta, aussi appelée la « La Dame de Kabrousse », née en 1920 à Kabrousse, dans le sud du Sénégal, et morte en 1944 à Tombouctou, au Mali, est une héroïne de la résistance sénégalaise et particulièrement de la Casamance contre la colonisation française.
Mame Madior Boye a assumé le poste de Premier ministre du 3 mars 2001 au 4 novembre 2002. Après de nombreuses années de luttes post coloniales, la loi sur la parité votée le 14 mai 2010 par l’Assemblée nationale stipule que la moitié des candidats de chaque parti doivent être des femmes. Elle est adoptée par le Sénat le 19 mai et promulguée le 28 mai 2010. De ce fait le Sénégal a vu doubler la proportion des femmes élues. Le 1er juillet 2012, 64 femmes sont élues à l’Assemblée sur 150 députés, soit 42,7 %, ce qui place le pays au sixième rang dans le monde, après le Rwanda (63,4 %), Andorre (50 %), Cuba (48,9 %), la Suède (44,7 %) et les Seychelles (43,8 %). Certaines ont assumé des postes de ministres d'état.
En avril 2024, le nouveau gouvernement formé par Ousmane Sonko comporte 4 femmes (soit 13 %), en baisse par rapport au précédent gouvernement d'Amadou Ba (7 femmes sur 39, soit 18 %). Cette baisse de la proportion des femmes est critiquée par plusieurs associations dont l'Association des femmes juristes présidée par Aminata Fang Niang et le Caucus des femmes leaders d'Arame Ndoye. La branche locale d'Amnesty International critique ce choix, qu'elle décrit comme un manque de « représentation » et demande qu'une loi contraigne les gouvernements à compter plus de femmes. La suppression du ministère de la Femme est aussi critiquée par ces associations. Le mois suivant, un Cadre de concertation citoyen pour le respect et la préservation des droits des femmes et des filles est formé, visant à obtenir une meilleure représentation des femmes au gouvernement.

## Femmes et littérature
Au cours des années 1970, les femmes écrivaines sénégalaises comme Mariama Bâ avec  Une si longue lettre et Aminata Sow Fall avec Le revenant se révèlent dans le milieu littéraire. Elles ont ouvert la porte à d'autre romancières comme  Nafissatou Diallo, Sokhna Benga, Ken Bugul, Fatou Diome et Nafissatou Dia Diouf entre-autres.

## Droit
Le Sénégal signe en 1980 et ratifie en 1985 la Convention sur l'élimination de toutes les formes de discrimination à l'égard des femmes ainsi que son protocole additionnel, dans le cadre d'une volonté d'amélioration par l'État du traitement des femmes.
Le Sénégal est également signataire de la Charte africaine des droits de l'homme et des peuples, adoptée lors du sommet de l'Union africaine en 2003. Cependant, les féministes sénégalaises ont critiqué le manque d'action du gouvernement dans l'application des protocoles, conventions et autres textes qui ont été signés pour protéger les droits des femmes.
En 2010, une loi sur la parité entre femmes et hommes à l'Assemblée nationale est votée. En 2011 est créé l'Observatoire national de la parité, rattaché à la présidence et chargé de suivre l'évolution de la parité en politique.

## Musée
Un musée leur est dédié. Le musée de la Femme Henriette-Bathily, situé de 1994 à 2014 sur l'île de Gorée et à partir de 2015 à Dakar, est consacré à la place et au rôle des femmes dans la société sénégalaise.

## Personnalités
Cinéastes
- Laurence Attali
- Angèle Diabang Brener
- Safi Faye
- Dyana Gaye
- Khady Sylla
- Aïcha Thiam
- Sokhna Amar

Chanteuses
- Fambaye Issa Diop
- Adja Mbana Diop
- Adja Khar Mbaye
- Coumba Gawlo Seck
- Viviane Chidid
- Diabou Samb
- Kine Lam
- Daro Mbaye
- Ndeye Mbaye

Chorégraphes
- Germaine Acogny

Design
- Joëlle le Bussy Fal

Économie
- Mariama Sylla

Éducation
- Binta Sidibe Mbacke, première femme inspectrice adjointe de l'enseignement, première directrice sénégalaise de l'école normale des jeunes filles Germaine Le Goff.

Figures religieuses
- Mame Astou Diankha
- Mame Diarra Bousso

Femmes de lettres
- Mariama Bâ
- Ndèye Coumba Diakhaté
- Sokhna Benga
- Jacqueline Fatima Bocoum
- Ken Bugul
- Aïssatou Cissé
- Fama Diagne Sène
- Nafissatou Niang Diallo
- Aïssatou Diamanka-Besland
- Mame Younousse Dieng
- Fatou Diome
- Khadi Fall
- Khadi Hane
- Aminata Maïga Ka
- Annette Mbaye d'Erneville
- Mariam Selly Kane
- Aminata Sow Fall
- Fatou Ndiaye Sow
- Mariama Ndoye
- Mame Seck Mbacké
- Khady Sylla
- Abibatou Traoré
- Rahmatou Seck Samb
- Nafissatou Dia Diouf
- Mariama Barry
- Awa Thiam
- Tita Mandeleau

Femmes politiques
- Ndoumbe Ndiaye
- Thioumbe Samb
- Mame Yacine Diagne
- Aline Sitoé Diatta
- Arame Diène
- Caroline Faye Diop, première femme députée et ministre
- Anne Marie Sohai
- Léna Diagne
- Awa Dia Thiam
- Mame Madior Boye
- Maïmouna Kane
- Marie-Angélique Savané
- Awa Marie Coll Seck
- Aminata Tall
- Ndaté Yalla
- Aminata Mbengue Ndiaye
- Penda Mbow
- Safiatou Thiam
- Aïda Mbodj
- Ndeye Fatou Ba
- Gnagna Thouré
- Zahra Iyane Thiam

Scientifiques
- Awa Marie Coll Seck
- Rose Dieng-Kuntz
- Penda Mbow
- Safiatou Thiam

Sportives
- Équipe du Sénégal féminine de basket-ball
- Kéné Ndoye,
- Amy Mbacké Thiam

Stylistes
- Oumou Sy
- Koukou Kane
- Collé Ardo Sow
- Adama Ndiaye
- Diouma Dieng Diakhaté
- Nafissatou Diop

### Filmographie
- Traumatisme de la femme face à la polygamie (Ousmane Sembène, 1969)
- Moolaadé (Ousmane Sembène, 2004)
- Mon beau sourire (Angèle Diabang Brener, 2005)
- Sénégalaises et islam (Angèle Diabang Brener, (2007)